# Brzezina (Długa Wieś Pierwsza)
Brzezina – część wsi Długa Wieś Pierwsza w Polsce, położona w województwie wielkopolskim, w powiecie kaliskim, w gminie Stawiszyn.
W latach 1975–1998 Brzezina administracyjnie należała do województwa kaliskiego.